# Вазописец Праксиаса
Вазописец Праксиаса — анонимный этрусский вазописец, работал во второй четверти V века до н. э. в псевдокраснофигурной технике.
Вазописец Праксиаса считается главным представителем так называемой Группы Праксиаса, которая работала в Вульчи. Среди работ мастера встречаются амфоры, в частности шейные амфоры, стамнос, пелики, кратеры, гидрии, а также канфар.
На четырёх вазах, приписываемых авторству вазописца Праксиакса, найдены надписи на греческом языке, поэтому некоторые учёные ищут настоящее имя художника среди греков, которые выехали в Этрурии.